# تورتوم
تورتوم (بالتركية: Tortum)‏ هي بلدة ومُديريَّة تقع في ولاية أرضروم بتركيا. تصل مساحتها إلى 1467 كم²، وترتفع عن سطح البحر حوالي 1450 م.